# Tournoi féminin d'Afrique du Sud de rugby à sept
Ne doit pas être confondu avec Tournoi d'Afrique du Sud de rugby à sept.
Le Tournoi féminin d'Afrique du Sud de rugby à sept (en anglais : South Africa Women's Sevens) est une compétition de rugby à sept, qui se déroule en Afrique du Sud dans le cadre du World Rugby Women's Sevens Series.

## Histoire
Dans le cadre de la saison 2019-2020, le calendrier des étapes des World Sevens Series est remanié. La compétition féminine en accueille trois nouvelles, en Afrique du Sud, en Nouvelle-Zélande et à Hong Kong. Par ailleurs, ces trois nouveaux tournois sont organisés de manière conjointe avec leurs équivalents masculins. L'étape féminine d'Afrique du Sud est ainsi organisée au Cap, au Cape Town Stadium,, s'appuyant sur l'expérience des quatre dernières éditions du tournoi masculin.
Alors que la fin de la saison 2019-2020 est interrompue par la pandémie de Covid-19, l'organisation de la saison 2020-2021 est par avance profondément modifiée : la tenue de l'étape sud-africaine est entre autres abandonnée. Dans l'optique de la saison 2021 des séries mondiales au format réduit, l'Afrique du Sud est choisie afin d'accueillir une des étapes ; les séries sont finalement annulées.

## Identité visuelle

Évolution du logo
Logo depuis l'édition 2019.

## Palmarès
| Date                   | Stade                     | Cup                                                  | Cup                                                  | Cup                                                  | Cup                                                  |
| Date                   | Stade                     | Vainqueur                                            | Score                                                | Finaliste                                            | Troisième                                            |
| ---------------------- | ------------------------- | ---------------------------------------------------- | ---------------------------------------------------- | ---------------------------------------------------- | ---------------------------------------------------- |
| 13 au 15 décembre 2019 | Cape Town Stadium, Le Cap | Nouvelle-Zélande                                     | 17 - 7                                               | Australie                                            | Canada                                               |
| 10 au 12 décembre 2021 | Cape Town Stadium, Le Cap | Édition annulée en raison de la pandémie de Covid-19 | Édition annulée en raison de la pandémie de Covid-19 | Édition annulée en raison de la pandémie de Covid-19 | Édition annulée en raison de la pandémie de Covid-19 |

| Date                  | Stade                     | Cup              | Cup     | Cup       | Cup        |
| Date                  | Stade                     | Vainqueur        | Score   | Finaliste | Troisième  |
| --------------------- | ------------------------- | ---------------- | ------- | --------- | ---------- |
| 9 au 11 décembre 2022 | Cape Town Stadium, Le Cap | Nouvelle-Zélande | 31 - 14 | Australie | États-Unis |

## Stades
Durant son histoire, le tournoi d'Afrique du Sud a été organisé dans un seul stade.   

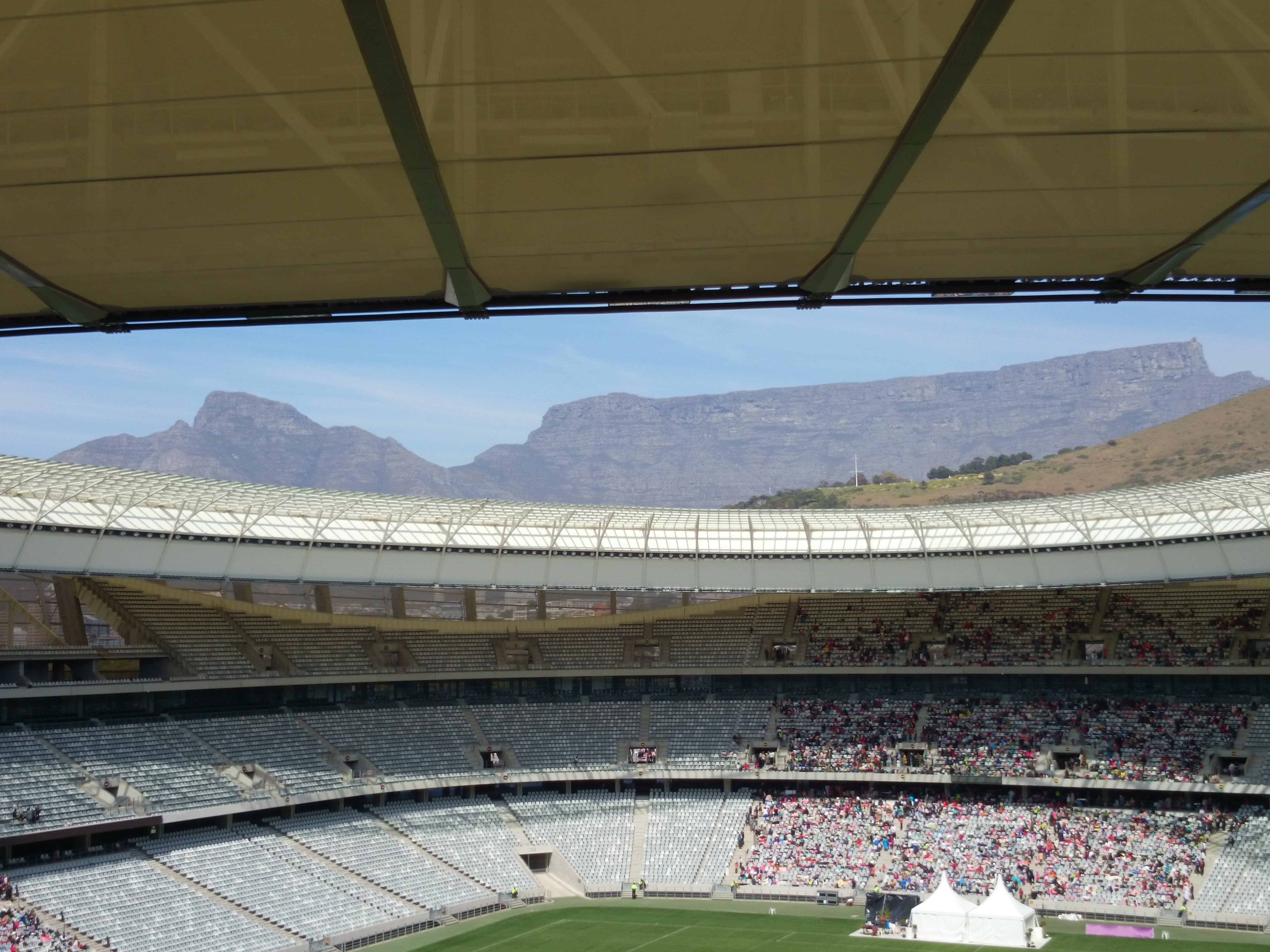
Depuis 2012 : Cape Town Stadium du Cap.